# Château de Montigny-sur-Aube
Le château de Montigny-sur-Aube est un château du XVIe siècle, situé à Montigny-sur-Aube, dans le département français de la Côte-d'Or.

## Localisation
Le château de Montigny-sur-Aube (21520) est situé en village à deux heures et demie de Paris, aux confins de trois départements (Côte-d'Or, Haute-Marne et Aube) et au sein du nouveau parc national de Forêts de Champagne-Bourgogne.

## Architecture
Le château Renaissance possède de grandes baies séparées par un ensemble de 44 colonnes jumelées doriques et ioniques édifiées en 1550 sur une forteresse médiévale dont subsiste un vestige à l'angle occidental : la tour rouge. La façade méridionale qui donne sur un parc à l'anglaise a été remaniée au XIXe siècle. La chapelle castrale, isolée maintenant, est un pur joyau Renaissance.

## Historique
Une maison-forte existe à l'emplacement de l'actuel château depuis le XIIe siècle. Au XVIe  Jean V d'Amoncourt, archidiacre de Langres puis évêque de Poitiers, de retour de plusieurs voyages en Italie avec son oncle le cardinal de Givry évêque de Langres, décide de l'embellir grandement en faisant modifier les façades de la cour intérieur (1550) correspondant à l'actuelle façade nord du château, du châtelet (détruit lors d'un incendie en 1794) et de la chapelle castrale (1553) à l'image de celle du nom du même propriétaire à la cathédrale de Langres. L'architecte de l'ensemble de ces embellissements et constructions (chapelle) n'est toujours pas identifié malgré les attributions faites à l'architecte Jean Bullant.
Élevée en marquisat par Louis XIV en 1625, la seigneurie est acquise le 22 mai 1724 par René Charles de Maupeou, 1er président du parlement de Paris, futur vice-chancelier et garde des Sceaux de Louis XV, et hérité par son fils Louis de Maupeou (1716-1800), lieutenant général, qui le vend le 26 mars 1784 au comte de Savoisy.

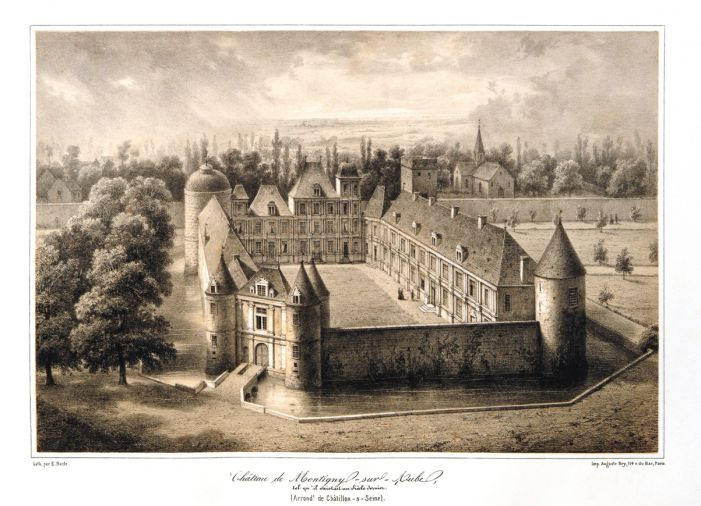
Le château de Montigny-sur-Aube avant l'incendie de 1794.

Le château est détruit aux trois-quarts par un incendie en 1794. En 1817, d'importants travaux de démolition s'imposent.  Certaines parties sont récupérées et se retrouvent intégrées dans l’actuel château : les quatre lucarnes de la façade méridionale proviennent des bâtiments détruits entre le corps de logis et la chapelle, la façade du châtelet se retrouve en façade de la chapelle et le reste sert à combler les douves en façade méridionale réduisant qu’un quart leur surface. Le domaine est vendu en 1901 à un soyeux lyonnais, André Martin. En 1903, la restauration est confiée à son beau-frère Édouard Aynard qui donne son aspect actuel à la façade méridionale. Les dépendances situées au nord-ouest du château réaménagées à cette période et une orangerie chauffée est reconstruite au droit de la chambre de chaleur.

Pendant la Grande Guerre, le château accueille une école d’artillerie et Harry Truman, futur président des États-Unis, y séjourne d’avril à juin 1918 (nombreuses lettres). À l’issue de cette formation il sera promu au rang de capitaine. Un espace avec une stèle supportant une plaque commémorative offerte par sa fondation lui est dorénavant dédiée inaugurée par son petit-fils Clifton Truman Daniel en octobre 2018. Au cours de la Seconde Guerre mondiale, le château est occupé par les Allemands transformant le grand salon en Kommandantur comme l’attestent les découvertes effectuées lors des restaurations intérieures.

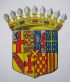
Blason Jean V d'Amoncourt

Le château bénéficie de multiples protections au titre des monuments historiques : En 1959, Le château extérieurs et intérieurs sont inscrits à l’inventaire supplémentaire des Monuments Historiques et, en 1961, les façades et toitures du château, la chapelle, ainsi que le parc et ses murs d’enceinte sont classés monument historique. Le classement est complété en 2011 pour les douves, les dépendances, l'orangerie, la chambre de chaleur et la resserre attenante.

## Environnement
Attenant au parc du château et dans le prolongement de l’orangerie et de la chambre de chaleur transformée en figueraie se trouvent les vergers-potagers du XIXe siècle, clos de murs, réhabilités en 2013, comprenant plusieurs centaines de variétés fruitières en forme jardinée (espaliers et contre-espaliers) dont bon nombre sont antérieures à 1900. Le label Jardin remarquable a été attribué en 2015. Des bassins du jardinier et une fontaine Renaissance se trouvent au croisement d’allées en arceaux.

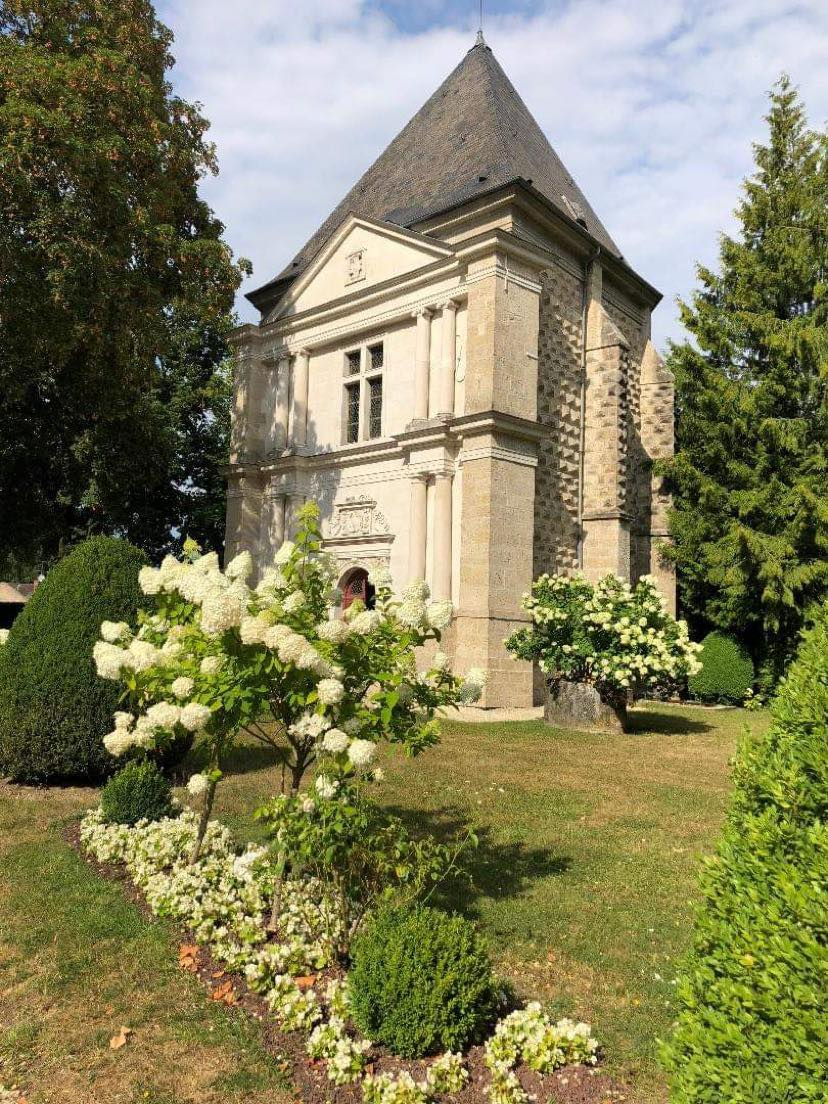
Chapelle Castrale du Château.
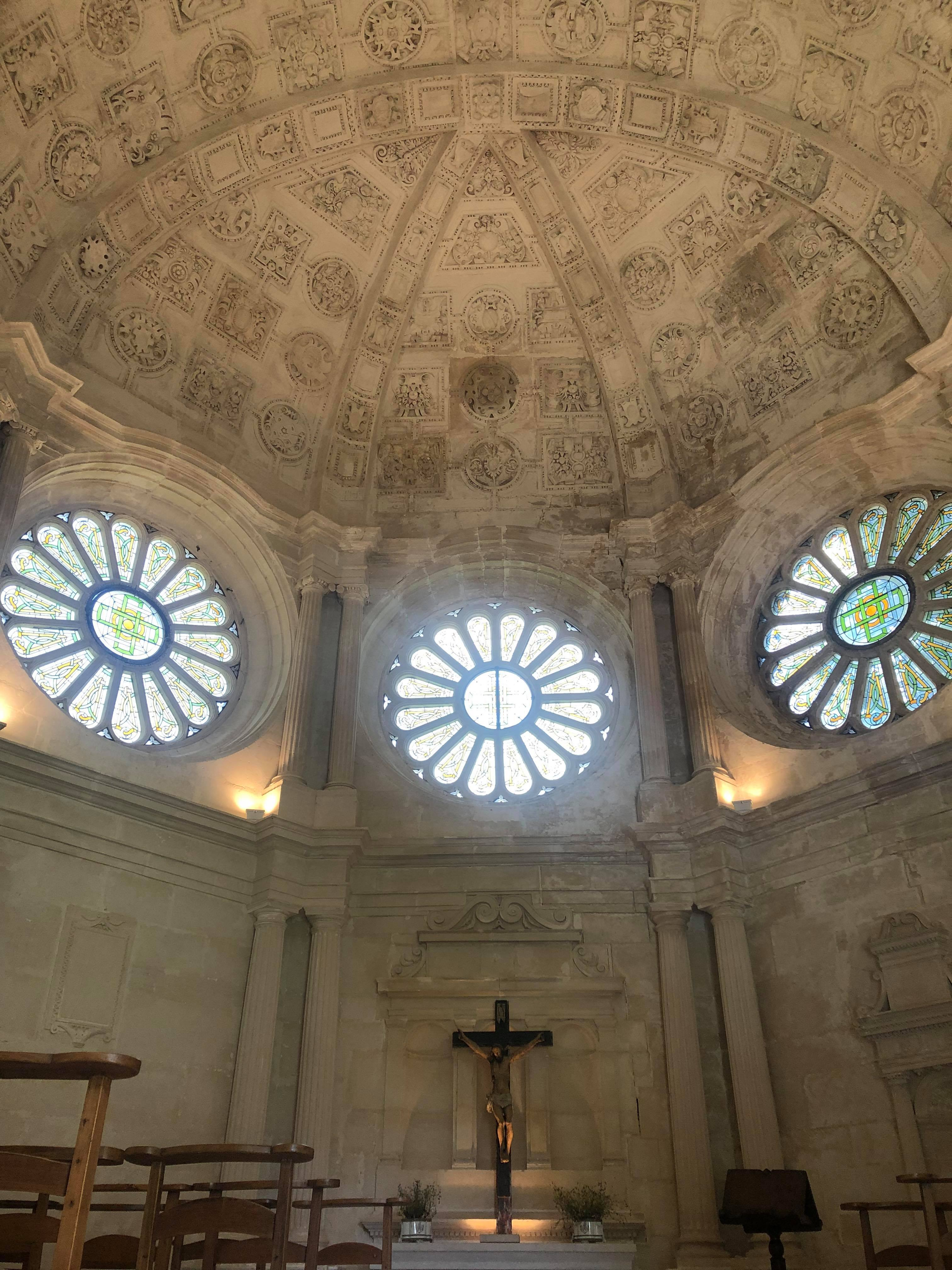
Intérieur de la chapelle castrale.
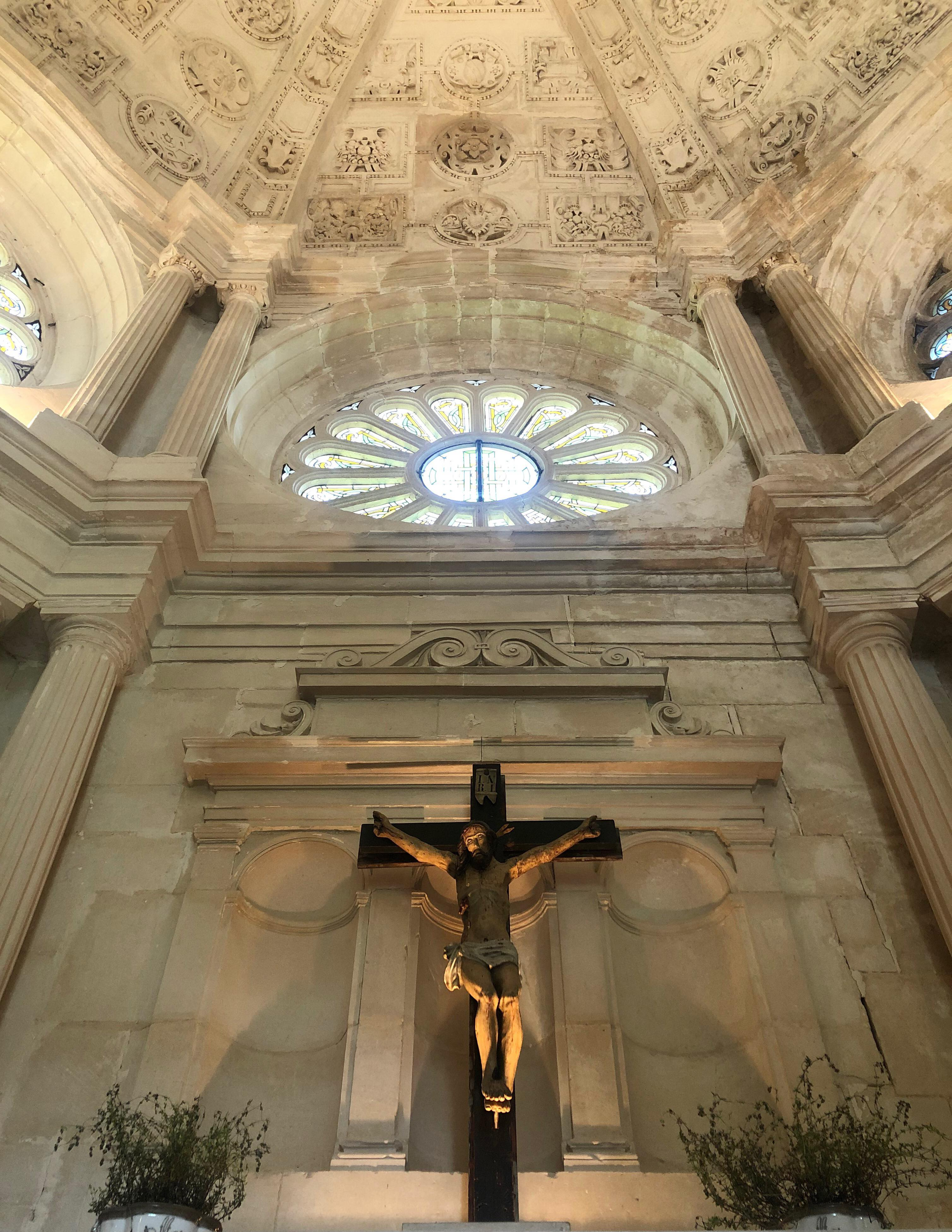
Intérieur de la chapelle castrale.
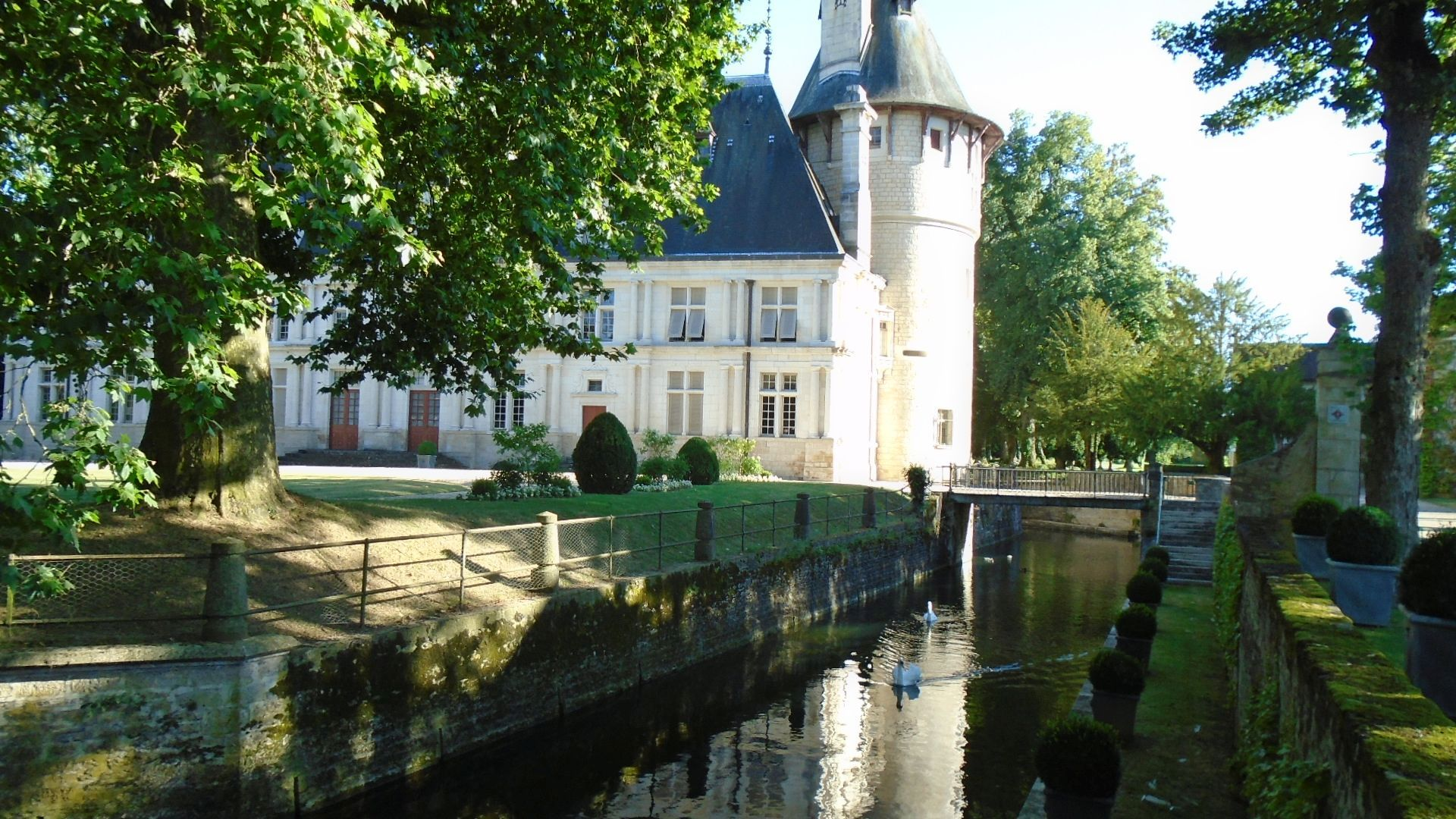
Douves du château.
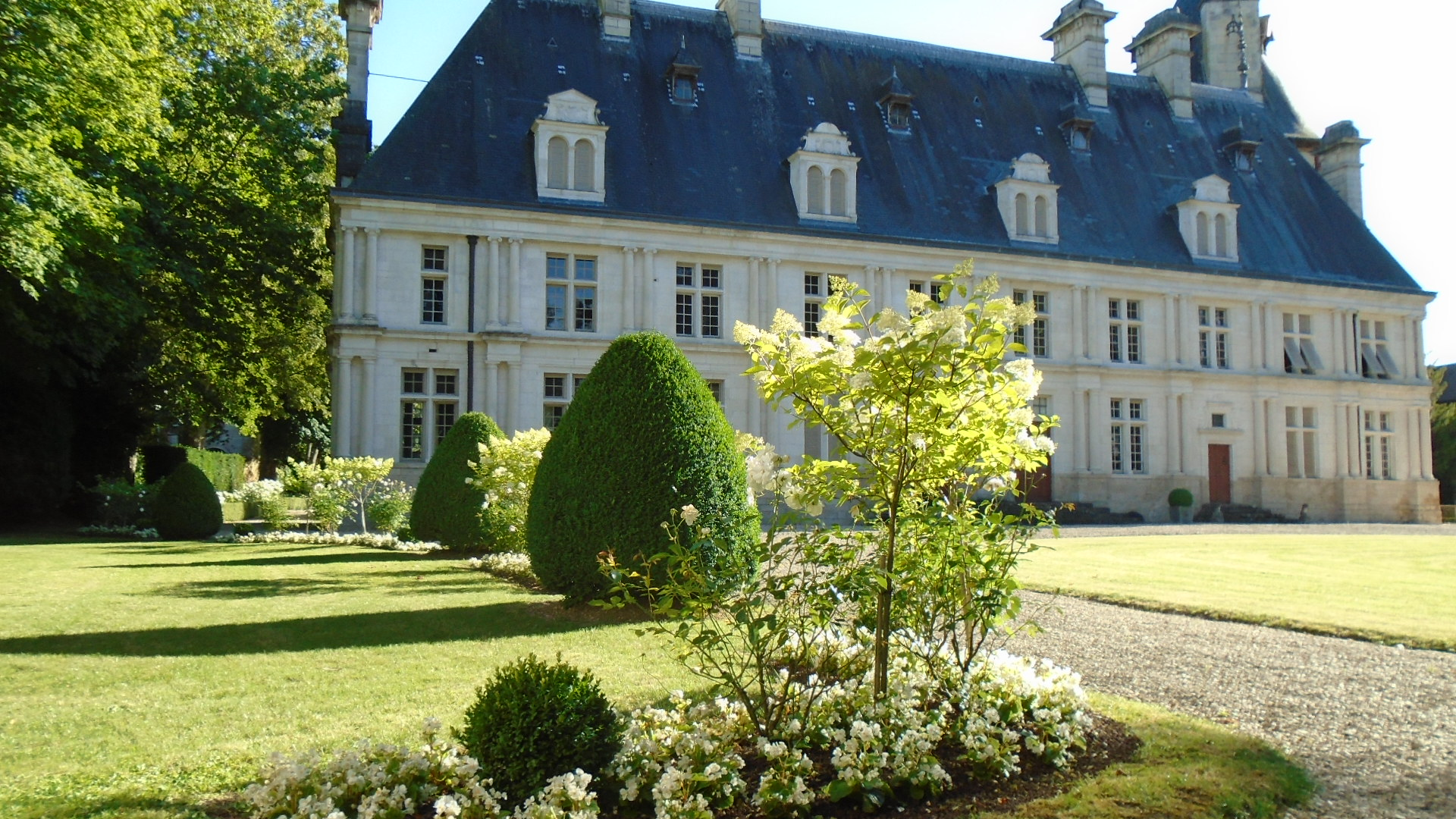
Façade nord
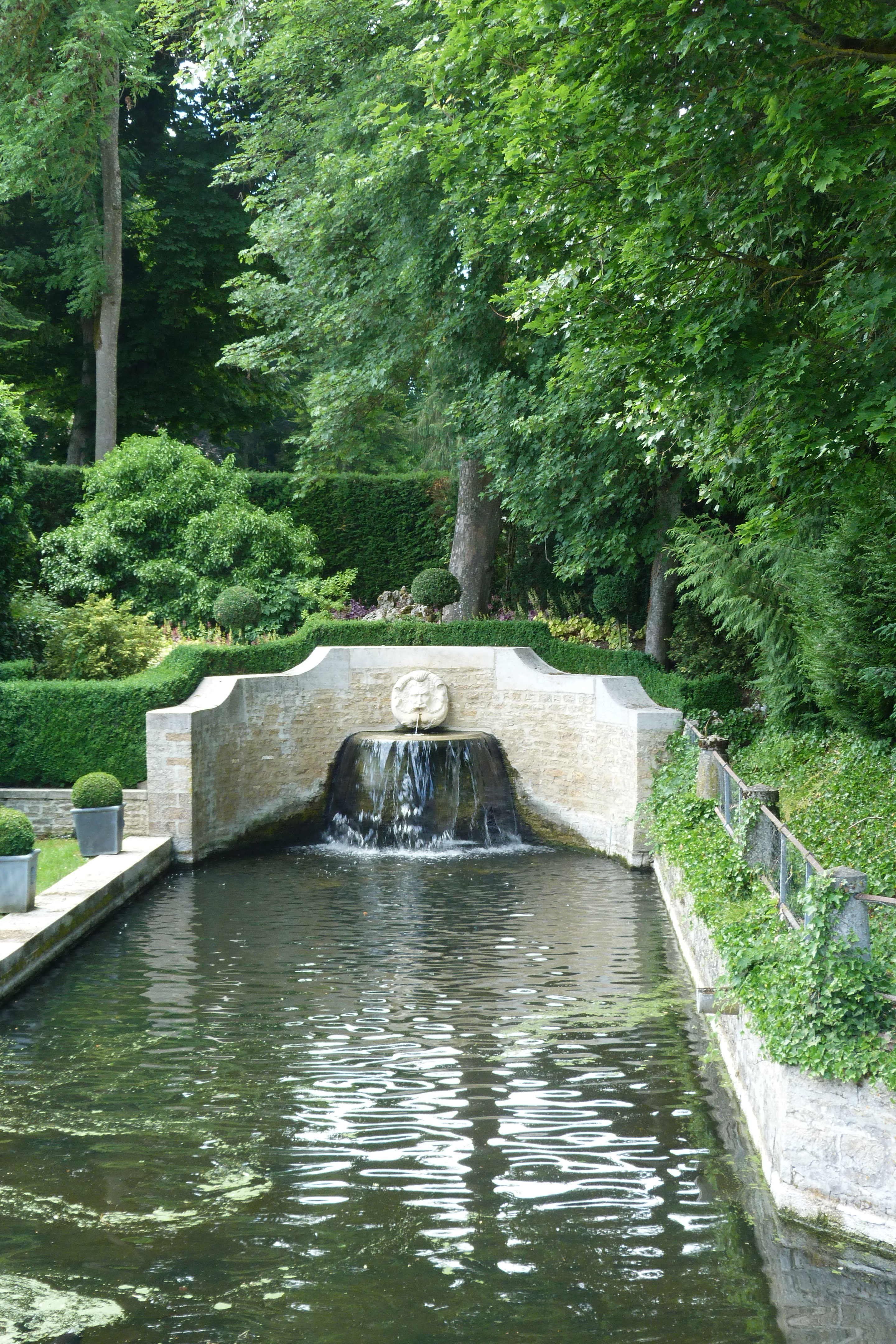
Buffet d'eau.
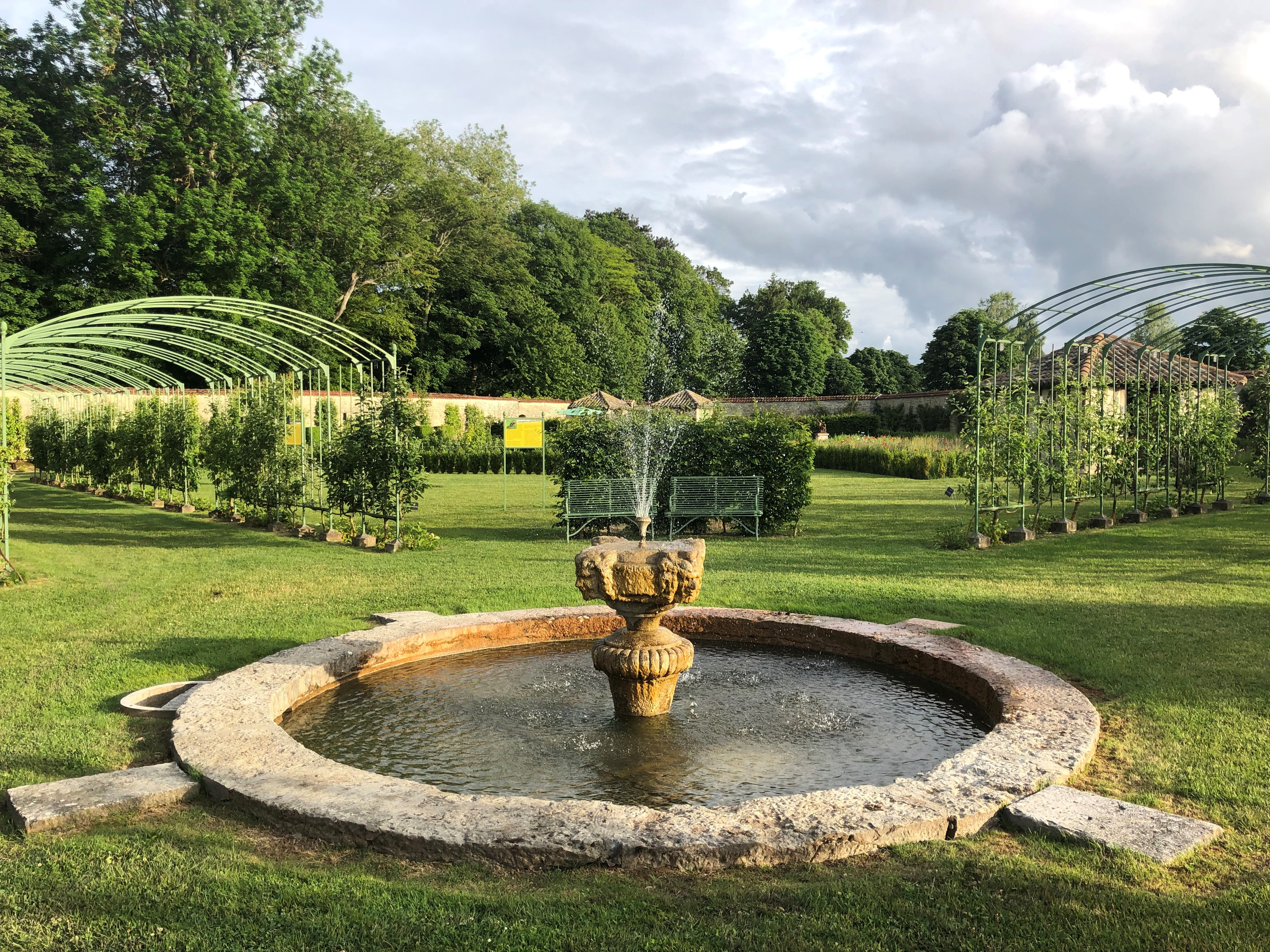
Bassin du jardinier présent dans les vergers du château.